# 新港東
新港東，是臺灣臺南市後壁區的一個傳統地域名稱，位於該區南部偏西。相較於今日行政區，其範圍大致包括新東里不含西北部及西部邊界地帶略偏南側部分、長短樹里南部邊界地帶東半段。
本地區境內主要聚落為新港東。

## 歷史
台灣日治初期，新港東地區為一街庄，稱為「新港東庄」（舊制街庄），隸屬於下茄苳北堡。該庄昔日北與長短樹庄為鄰，東與下茄苳庄、安溪藔庄為鄰，南邊為卯舍庄、埤藔庄，西邊為許丑庄、竹圍後庄。
1901年（日治明治三十四年）11月11日，全台廢縣廳改設二十廳，該庄隸屬於鹽水港廳。1904年（明治三十七年）4月1日，該庄編入「後菁藔區」，隸屬於鹽水港廳。1906年（明治三十九年）4月1日，鹽水港廳內管轄區域調整，該庄仍隸屬於同一區，但區名改為「菁藔區」。1909年（明治四十二年）10月25日，全台合併二十廳為十二廳，菁藔區改隸屬於嘉義廳。1920年（大正九年）10月1日，全台地方制度大改正，廢十二廳改設五州二廳，該庄改制為「新港東」大字，隸屬於臺南州新營郡後壁庄（新制街庄）。
戰後後壁庄改制為後壁鄉，隸屬於臺南縣，大字亦改制為村。1950年（民國39年）10月25日，雲、嘉、南分治，後壁鄉仍隸屬於臺南縣。2010年（民國99年）12月25日，臺南縣、市合併為直轄臺南市，後壁鄉改制為後壁區，村亦改制為里。

## 聚落
本地區發展較早的聚落為新港東，在日治期初期的官方地圖上已有記載。

## 交通
台鐵縱貫線是台灣西部南北鐵路幹線，經過本地區東部邊界地帶。最近的車站在北側為後壁車站，在南側為新營車站。前者屬甲種簡易站，只停靠區間車；後者屬一等站，停靠部分自強號及全部莒光號、區間快車、區間車；由此等可前往台鐵沿線各站。
國道1號又稱「中山高速公路」，是台灣西部兩條縱向高速公路之一，經過本地西端，境內未設交流道。最近的交流道在北側為省道台82線文會處的嘉義系統交流道及縣道168號交會處的水上交流道，在南側為市道172號交會處的新營交流道，由此等可快速前往國道1號沿線各地。
區道南74線是鹽水至安溪寮的道路，經過本地區南部邊界地帶。該道路在本地區西南部的路段與區道南85線共線。
區道南78線是竹新至下茄寮的道路，經過本地區主聚落。
區道南85線是後廍至新營的道路，經過本地區主聚落西側。該道路在本地區西南部的路段與區道南74線共線。